# إلسمر (ديلاوير)
إلسمر (بالإنجليزية: Elsmere, Delaware) هي بلدة أمريكية تقع في الولايات المتحدة في ديلاوير. يقدر عدد سكانها بـ 6,131 نسمة .

## التركيبة السكانية
حدّد مكتب تعداد الولايات المتحدة بيانات التركيبة السكانية لإلسمر في تعداد الولايات المتحدة. في ما يلي، التركيبة السكانية حسب تعدادي 2000 و2010.

### تعداد عام 2000
بلغ عدد سكان إلسمر 5,800 نسمة بحسب تعداد عام 2000، وبلغ عدد الأسر 2,299 أسرة وعدد العائلات 1,488 عائلة مقيمة في البلدة. في حين سجلت الكثافة السكانية 2,265.6 نسمة لكل كيلومتر مربع (5,867.9/ميل2). وبلغ عدد الوحدات السكنية 2,395 وحدة بمتوسط كثافة قدره 935.5 لكل كيلومتر مربع (2,422.9/ميل2).
وتوزع التركيب العرقي للبلدة بنسبة 82.41% من البيض و9.45% من الأمريكيين الأفارقة و0.22% من الأمريكيين الأصليين و0.97% من الأمريكيين ذوي الأصول الآسيوية و5.10% من الأعراق الأخرى و1.84% من عرقين مختلطين أو أكثر و12.09% من الهسبانيون أو اللاتينيون من أي عرق.
بلغ عدد الأسر 2,299 أسرة كانت نسبة 34.4% منها لديها أطفال تحت سن الثامنة عشر تعيش معهم، وبلغت نسبة الأزواج القاطنين مع بعضهم البعض 42.5% من أصل المجموع الكلي للأسر، ونسبة 16.4% من الأسر كان لديها معيلات من الإناث دون وجود شريك، بينما كانت نسبة 5.8% من الأسر لديها معيلون من الذكور دون وجود شريكة وكانت نسبة 35.3% من غير العائلات. تألفت نسبة 28.5% من أصل جميع الأسر من عدة أفراد يعيشون في نفس المنزل ونسبة 11.5% كانت تتألف من شخص يعيش بمفرده يبلغ من العمر 65 عاماً أو أكثر. وبلغ متوسط حجم الأسرة المعيشية 2.52، أما متوسط حجم العائلات فبلغ 3.09.
بلغ العمر الوسطي للسكان 35.9 عاماً. وكانت نسبة 25.1% من القاطنين تحت سن الثامنة عشر، وكانت نسبة 9.5% بين الثامنة عشر والرابعة والعشرين عاماً، ونسبة 31.1% كانت واقعةً في الفئة العمرية ما بين الخامسة والعشرين والرابعة والأربعين عاماً، ونسبة 19.6% كانت ما بين الخامسة والأربعين والرابعة والستين، ونسبة 14.6% كانت ضمن فئة الخامسة والستين عاماً فما فوق. يوجد لكل 100 أنثى 96.1 ذكر، ويوجد لكل 100 أنثى في الثامنة عشر من عمرها فما فوق 91.9 ذكر.
بلغ متوسط دخل الأسرة في البلدة 39,415 دولارًا، أما متوسط دخل العائلة فبلغ 46,357 دولارًا. وكان متوسط دخل الذكور 35,427 دولارًا مقابل 28,089 دولارًا للإناث. وسجل دخل الفرد الخاص بالبلدة 18,643 دولارًا. وكانت نسبة 6.7% من العائلات ونسبة 8.9% من السكان تحت خط الفقر، وكان من هؤلاء نسبة 11.8% تحت سن الثامنة عشر ونسبة 8.6% في الخامسة والستين من العمر وما فوق.

### تعداد عام 2010
بلغ عدد سكان إلسمر 6,131 نسمة بحسب تعداد عام 2010، وبلغ عدد الأسر 2,424 أسرة وعدد العائلات 1,494 عائلة مقيمة في البلدة. في حين سجلت الكثافة السكانية 2,394.9 نسمة لكل كيلومتر مربع (6,202.8/ميل2). وبلغ عدد الوحدات السكنية 2,664 وحدة بمتوسط كثافة قدره 1,040.6 لكل كيلومتر مربع (2,695.1/ميل2).
وتوزع التركيب العرقي للبلدة بنسبة 69.65% من البيض و13.08% من الأمريكيين الأفارقة و0.78% من الأمريكيين الأصليين و1.73% من الأمريكيين ذوي الأصول الآسيوية و10.93% من الأعراق الأخرى و3.83% من عرقين مختلطين أو أكثر و23.80% من الهسبانيون أو اللاتينيون من أي عرق.
بلغ عدد الأسر 2,424 أسرة كانت نسبة 33.7% منها لديها أطفال تحت سن الثامنة عشر تعيش معهم، وبلغت نسبة الأزواج القاطنين مع بعضهم البعض 36.1% من أصل المجموع الكلي للأسر، ونسبة 18.6% من الأسر كان لديها معيلات من الإناث دون وجود شريك، بينما كانت نسبة 7% من الأسر لديها معيلون من الذكور دون وجود شريكة وكانت نسبة 38.4% من غير العائلات. تألفت نسبة 31.1% من أصل جميع الأسر من عدة أفراد يعيشون في نفس المنزل ونسبة 10% كانت تتألف من شخص يعيش بمفرده يبلغ من العمر 65 عاماً أو أكثر. وبلغ متوسط حجم الأسرة المعيشية 2.53، أما متوسط حجم العائلات فبلغ 3.18.
بلغ العمر الوسطي للسكان 34.4 عاماً. وكانت نسبة 24.2% من القاطنين تحت سن الثامنة عشر، وكانت نسبة 9.1% بين الثامنة عشر والرابعة والعشرين عاماً، ونسبة 30.2% كانت واقعةً في الفئة العمرية ما بين الخامسة والعشرين والرابعة والأربعين عاماً، ونسبة 25.2% كانت ما بين الخامسة والأربعين والرابعة والستين، ونسبة 11.2% كانت ضمن فئة الخامسة والستين عاماً فما فوق. وتوزع التركيب الجنسي للسكان بنسبة 47.9% ذكور و52.1% إناث.